# Ханс Йордан
Ханс Йордан, (на немски: Hans Jordan) (1892 – 1975) е немски генерал по време на Втората световна война. Както и много други офицери той също е носител на Рицарски кръст с дъбови листа и мечове за успешното му командвуване

## Награди
- Значка за раняване – Черна
- Германски кръст – Златен
- Рицарски кръст с дъбови листа, мечове и диаманти
  - Носител на Рицарски кръст (5 юни 1940 г.) като Полковник и командир на 49-и пехотен полк[1]
  - Носител на дъбови листа №59 (16 януари 1942 г.) като Полковник и командир на 49-и пехотен полк[1]
  - Носител на мечове №64 (20 април 1944 г.) като Генерал от пехотата и командир на 6-и армейски корпус[1]
- Споменат 2 пъти в ежедневния доклад на Вермахтберихт

## Генерал от пехотата Ханс Йордан

### Командни части
| Период      | Бойна част                                           |
| ----------- | ---------------------------------------------------- |
| 1938 – 1939 | Старши инструктор на военното училище „Винер Нойщат“ |
| 1939 – 1941 | Командващ-офицер 49-и полк                           |
| 1941 – 1942 | Генерал-офицер командващ 7-а танкова дивизия         |
| 1942 – 1944 | Генерал-офицер командващ VI. Армейски корпус         |
| 1944        | Генерал-офицер командващ 9-а армия, Източен фронт    |
| 1945        | Генерал-офицер командващ армия „Немски Тирол“        |